# Pany Yathotou
Pany Yathotou (en lao: ປານີ ຢາທໍ່ຕູ້; Nonghed, 18 de febrero de 1951) es una política laosiana y miembro del Partido Popular Revolucionario de Laos.
Fue presidenta y gobernadora del Banco de la República Popular Democrática de Laos, el banco central del país, desde 1988 hasta 1997. Posteriormente, Yathotou se unió a la Asamblea Nacional en 1998. Se desempeñó como presidenta de la Asamblea Nacional de Laos de 2010 a 2021. Yathotou es parte de la etnia hmong de Laos. Es la primera mujer elegida vicepresidenta de Laos.

## Primeros años de vida
Yathotou nació el 18 de febrero de 1951 en la provincia de Xiangkhoang. Su padre, Ya Tho Thu, era un comandante militar hmong en Pathet Lao. En 1959, se mudó a Vietnam del Norte, donde estudió primaria y secundaria, y en 1975 se graduó con una licenciatura en finanzas en Hanói.

## Carrera política

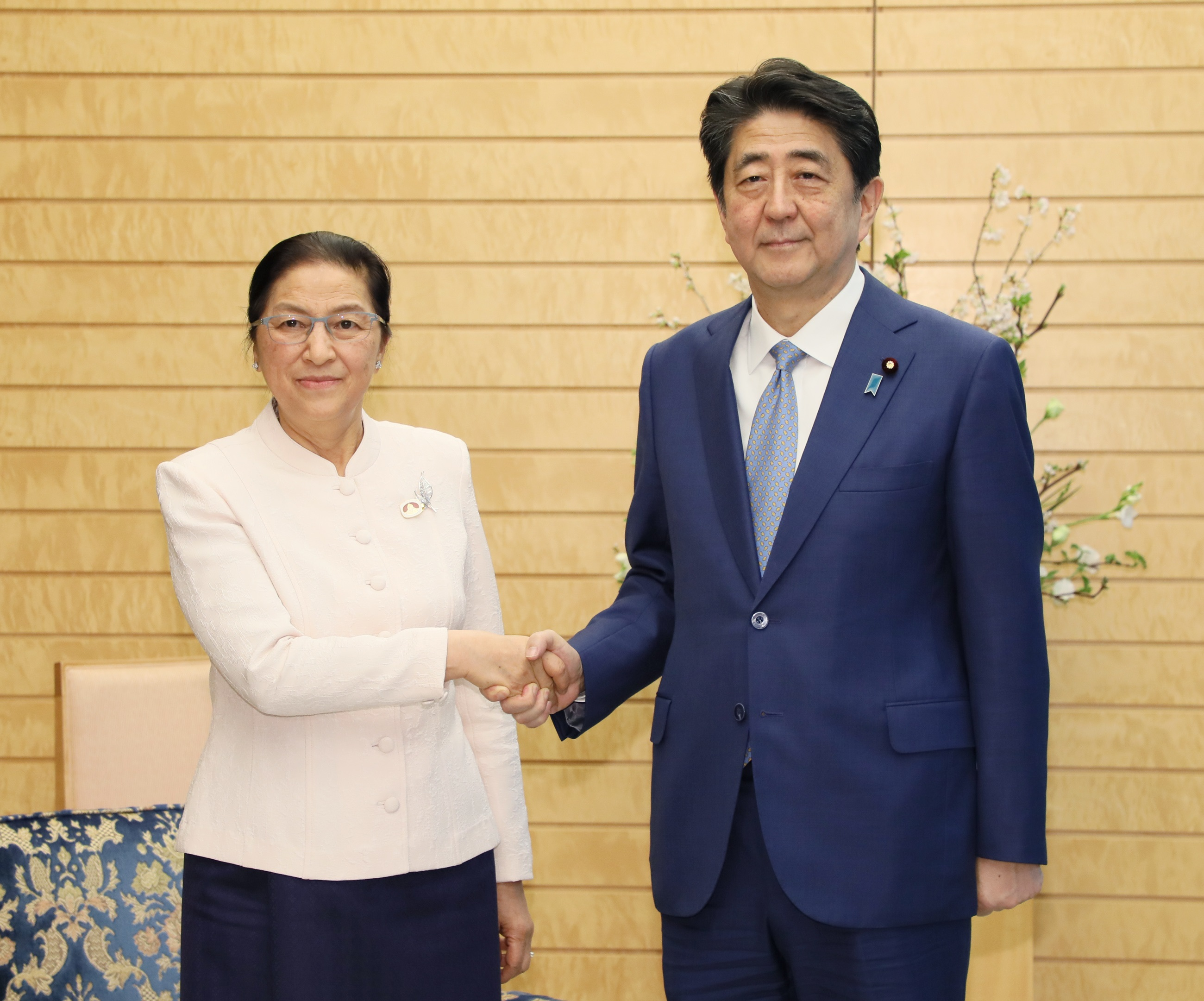
Reunión de Yathotou con el primer ministro de Japón, Shinzō Abe, 2019.

En 1986, Yanthou asumió el cargo de vicegobernador del Banco Central de Laos y fue elegido miembro suplente del Comité Central del Partido Popular Revolucionario de Laos en el Cuarto Congreso Nacional del Partido Popular Revolucionario de Laos celebrado en noviembre del mismo año. Fue ascendida al Comité Central del Partido en el Quinto Congreso Nacional del Partido Revolucionario Popular Lao celebrado en marzo de 1999, y sirvió como gobernadora del banco central dos veces, de 1988 a 1992 y de 1995 a 1997, tras lo cual se unió al gobierno.
De 1982 a 1983 se desempeñó como directora de la oficina de planificación económica y de 1983 a 1985, directora de la oficina de inversiones y construcción.
Yathotou fue reelegida miembro del Comité Central del Partido en el Sexto Congreso Nacional del Popular Partido Revolucionario de Laos celebrado en marzo de 1996 y en el Séptimo Congreso Nacional del Partido Popular Revolucionario de Laos celebrado en marzo de 2001. Ese mismo año, fue elegida representante del Cuarto Congreso Nacional y fue nombrada miembro del Comité Permanente del Congreso Nacional y directora del Comité de Nacionalidades del Congreso Nacional cuando asumió como representante del Congreso Nacional en febrero de 1998. Fue reelegida con éxito en las elecciones de representantes del Congreso en febrero de 2002 y ascendida a vicepresidenta del Congreso en abril del mismo año.
En marzo de 2006, se celebró el Octavo Congreso Nacional del Partido Popular Revolucionario de Laos y fue reelegida como miembro del Comité Central del Partido, convirtiéndose en la primera mujer miembro del Buró Político del Comité Central del Partido Revolucionario Popular Lao y del primer miembro hmong. En abril de 2006 participó nuevamente en las elecciones del VI Congreso Nacional y fue elegida en la circunscripción provincial de Bolikhamxai. Al mismo tiempo que asumió como representante del VI Congreso Nacional el 8 de junio de ese año, fue reelegida como vicepresidenta del congreso.
En diciembre de 2010, el primer ministro de Laos, Bouasone Bouphavanh, dimitió y fue sustituido por el expresidente de la Asamblea Nacional, Thongsing Thammavong, y como resultado, Yanthou asumió el cargo de presidente de la Asamblea Nacional de Laos. La Décima Sesión del Sexto Congreso Nacional de Laos aprobó la propuesta del Comité Permanente de la Asamblea Nacional el 23 de diciembre, confirmando el nombramiento. También fue reelegida miembro del Comité Central del Partido y del Politburó en el Noveno Congreso del Partido Popular Revolucionario de Laos celebrado en marzo de 2011 y el 17 de mayo de 2014, ella y otros altos funcionarios del gobierno no subieron al An-74 de Ejército Popular de Laos porque repentinamente cambiaron sus planes antes de la salida y tomaron otro avión, evitando así el desafortunado avión, el cual se estrelló mientras se dirigía a la provincia de Xiangkhouang, matando a 16 de los 17 ocupantes a bordo. En el Décimo Congreso del Partido Popular Revolucionario de Laos en 2016, fue reelegida presidenta de la Asamblea Nacional.
Yathotou y Bounthong Chitmany fueron elegidos vicepresidentes de Laos en marzo de 2021. Al mismo tiempo, renunció como presidenta de la Asamblea Nacional y fue reemplazada por el expresidente central del Frente Lao de Construcción Nacional, Saysomphone Phomvihane.